# Opizzone dei conti di Acquesana
Opizzone dei conti di Acquesana a volte citato come Opizzo o Obizo (Acqui, ... – ...; fl. XI secolo) è stato un vescovo cattolico italiano, vescovo della diocesi di Lodi e forse di quella di Acqui alla fine dell'XI secolo.

## Biografia
Opizzone dei conti di Acquesana fu chiamato a servire come vescovo ausiliare della diocesi di Acqui in un periodo in cui il fratello, Guido, suo predecessore alla cattedra episcopale acquese, fu impossibilitato a esercitare le proprie funzioni a causa della salute malferma. Opizzone mantenne l'incarico fino alla guarigione di Guido. 
Fu probabilmente vescovo di Lodi; è certo che un vescovo omonimo esistette e resse la diocesi lodigiana, che lo stesso era nato ad Acqui e che lì fu sacerdote fino al 1061 quando fu insediato nel laudense dall'imperatore Enrico III il Nero. In un primo tempo considerato scismatico riuscì però sia a ingraziarsi papa Niccolò II che il suo successore papa Gregorio VII, da cui ricevette un encomio per l'opera di contrasto alla simonia e al concubinato.    
Gregorio Pedroca, seguito da Biorci, sostiene che alla morte di Guido Opizzone assunse l'episcopato acquese e lo abbia retto per tre anni fino al 1073 informazione però contestata da Savio che ritiene non vi sia nessun documento a sostegno dell'affermazione.